# Scaphochlamys limiana
Scaphochlamys limiana là một loài thực vật có hoa trong họ Gừng. Loài này được Meekiong Kalu và Yazid K. miêu tả khoa học đầu tiên năm 2015.

## Mẫu định danh
Mẫu định danh: K. Meekiong, K. Yazid, W. Yahud & Dami MK2344; thu thập tại tọa độ 1°52′30″B 109°36′41″Đ / 1,875°B 109,61139°Đ ngày 25 tháng 10 năm 2014 ở đường tới Ranger Post, phần mở rộng Khu bảo tồn động vật hoang dã Samunsam, Sematan, huyện Lundu, tỉnh Kuching, bang Sarawak, Malaysia. Mẫu holotype lưu giữ tại Cục Lâm nghiệp bang Sarawak ở Kuching, Sarawak, Malaysia (SAR), isotype lưu giữ tại Phòng mẫu cây Đại học Malaya Sarawak (HUMS).

## Từ nguyên
Tính từ định danh limiana là để vinh danh Lim Chong Keat (林蒼吉, Lâm Thương Cát), nhà thực vật học người Malaysia vì những đóng góp của ông trong nghiên cứu các loài gừng và cọ.

## Phân bố
Đặc hữu khu vực tây bắc bang Sarawak, phần trên đảo Borneo của Malaysia. Loài này được tìm thấy trong các rừng thạch nam (kerangas) nhiệt đới trên đất giàu thạch anh trên granit, ở cao độ khoảng 20–40 m. Sự có mặt tại Kalimantan là không chắc chắn.

## Mô tả
Địa thực vật thân thảo, sống lâu năm, có thân rễ, cao tới 19 cm. Thân rễ hơi bò lan ngầm dưới mặt đất, đường kính ~5 mm, vỏ màu nâu vừa, ruột màu đỏ ánh tía sẫm, rễ đôi khi phình to giống như củ. Các chồi lá cách nhau 0,2–2 cm, 1 lá, không thấy cây non; cuống lá dài ~5 cm, có rãnh, màu đỏ ánh tía sẫm, thưa lông tơ, đáy hình gối, màu trắng ánh hồng sẫm đến màu đỏ ánh tía sẫm; bẹ không lá ~4, dài 0,8−6 cm, nhẵn nhụi, màu đỏ ánh tía sẫm với màu trắng ở gần đáy, héo úa khi già; bẹ lá dài ~2 cm, dạng màng, màu trắng ánh đỏ, nhẵn nhụi, héo úa khi già; lưỡi bẹ khó thấy, dạng màng, héo úa khi già; phiến lá 11–14 × 5–6,5 cm, hơi hình trứng đến hình elip, dạng da, gập đôi, mép hơi gợn sóng, đáy tù, đỉnh nhọn; mặt gần trục bóng, màu xanh lục vừa đến xanh lục sẫm, nhẵn  nhụi, gân giữa lõm, các gân bên chính không rõ; mặt xa trục màu đỏ ánh tía sẫm, nhẵn nhụi, gân giữa nổi lên, thưa lông tơ, các gân bên chính hơi rõ. Cụm hoa dài ~18 cm, mọc ra từ gần đáy lá bên trong các bẹ lá, xếp lợp, giống nơ hoa thị, gồm 7–11 xim hoa bọ cạp xoắn ốc, mỗi xim gồm 2–3 hoa mọc trên cuống cụm hoa dài; cuống cụm hoa dài 10–14,5 cm, màu xanh lục ánh đỏ nhạt đến xanh lục ánh đỏ vừa, nhẵn nhụi, đối diện với các bẹ không lá héo úa ở gốc; lá bắc 7–11, 1,5–2 × 1,2 cm, sắp xếp xoắn ốc, hình trứng ngược rộng, dạng da, nhẵn nhụi, mặt gần trục màu xanh lục vừa ánh đỏ, mặt xa trục màu đỏ ánh tía sẫm, chuyển thành nhạt màu hơn trong quá trình đậu quả, mép nguyên hơi gợn sóng ở đỉnh, đáy hơi uốn cong vào, đỉnh có mấu nhọn, hơi uốn ngược, mỗi lá bắc đối diện 2–3 hoa; lá bắc con thứ nhất dài ~15 mm, đối diện lá bắc, có gờ lưng, cụp vào trong, màu trắng ánh đỏ; lá bắc con tiếp theo 1–2, dài ~12 mm, tương tự nhưng nhỏ hơn và không có gờ lưng; hoa dài ~30 mm, hoa mùi nhựa cây rất nhẹ; đài hoa dài ~7 mm, hình ống, màu trắng, nhẵn nhụi, đỉnh hơi 3 răng; ống hoa dài ~19 mm, màu trắng, nhẵn nhụi; các thuỳ tràng hoa dài ~10 mm, hình mác, màu trắng, nhẵn nhụi, đỉnh nhọn, có nắp; nhị lép dài 10–11 mm, thẳng đến hơi hình mác ngược, mặt gần trục có lông tuyến, màu trắng, đỉnh tù đến thuôn tròn; cánh môi 12–15 × 9 mm, hình thìa, mặt gần trục có lông tuyến, màu trắng với các sọc tím từ đáy ở cả hai bên của dải giữa màu vàng nhạt, đỉnh 2 thùy, khía răng cưa ~3 mm, uốn ngược, các thùy đôi khi hơi xếp chồng; nhị ~6,5 × 1,5 mm, có lông tuyến che phủ, màu trắng với ánh tía ở mào; chỉ nhị dài ~2 mm; mô vỏ bao phấn dài ~3 mm, có cựa, mào dài ~1,5 mm, uốn ngược, hơi 3 thùy; đầu nhụy dài dưới 1 mm, hình phễu, lỗ nhỏ có lông rung, hướng về phía trước; vòi nhụy dài ~24 mm, màu trắng, nhẵn nhụi; bầu nhụy dài ~2 mm, 1 ngăn, màu trắng, nhẵn nhụi, noãn đính đáy; tuyến trên bầu 2, dài ~3,5 mm, rời, hình kim, màu trắng ánh vàng. Quả ~10 mm khi khô, khi thuần thục nứt vỏ quả ngoài thành ba làm lộ ra các hạt, đài bèn cho đến khi thuần thục, đối diện với các lá bắc bền; hạt ~8,5 mm, hình trứng ngược, màu nâu nhạt với các chấm đen khi thuần thục, áo hạt ~0,7 mm, xé rách, ngoại nhũ màu trắng ánh vàng.
Loài này là độc đáo duy nhất trong số các loài Scaphochlamys trên đảo Borneo. Phần ruột thân rễ màu đỏ ánh tía sẫm, mặt xa trục của phiến lá có màu đỏ ánh tía sẫm, các cụm hoa xếp lợp hình nơ hoa thị trên các cuống cụm hoa dài chỉ được biết đến với các loài từ Malaysia bán đảo, như S. abdullahii và S. sylvestris. Về mặt hình thái thì S. limiana và S. polyphylla gần với các loài từ Malaysia bán đảo hơn là với các loài trên đảo Borneo.